# Antoni Vallverdú Llauradó
Antoni Vallverdú Llauradó (L'Aleixar, Baix Camp, 1935 - Tarragona, 13 de març de 2019) fou un empresari turístic, director bancari i dirigent esportiu català. El 1986 va ser president del Club Gimnàstic de Tarragona, i entre 1990 i 1998 de la secció de futbol.
Va ser director d'unes quantes entitats financeres com ara el Banc Mercantil de Tarragona, Banco Hispano Americano, Banco de Promoción de Negocios, Banca Mas Sardà, Banca Catalana i BBVA, on finalment es va jubilar. Va ser durant els anys 70, Regidor a l'Ajuntament de Tarragona, President de la Comissió de Governació i Tinent d'Alcalde, entre altres càrrecs.
Va ser membre d'entitats culturals de la ciutat com la Germandat de Nostre Pare Jesús de la Passió, el Club Maginet, l'Esbart Santa Tecla, l'Esbart Dansaire de Tarragona, o el Rotary Club Tarragona. Va ser president del Club Gimnàstic de Tarragona des de 1986 a l'any 1998. Sota el seu mandat, el 1993 es va construir el pavelló del Club Gimnàstic de Tarragona i va ser el precursor del Museu del Club. Va ser conseller de la Societat Anònima Esportiva del Club Gimnàstic de Tarragona entre el 2007 i el 2017, presidint-la entre març i juny de l'any 2012.
Va morir el 2019 als 83 anys. El 24 de març de 2019 se la va fer un minut de silenci al Nou Estadi. Després de rebre en vida alguns reconeixements, com el diploma dels Serveis distingits de la Ciutat de Tarragona, el 16 d'octubre de 1998, la Federació Catalana de Futbol li va atorgar un premi a títol pòstum el 21 de juny 2019 i també va rebre una distinció a la seva memòria per part de la Secció d'Atletisme del Club Gimnàstic el 13 de febrer del 2020.